# 하나 마흐말바프
하나 마흐말바프(페르시아어: حنا مخملباف, 영어: Hana Makhmalbaf, 1988년 9월 3일 ~ )는 이란의 영화 감독이다. 영화 감독 모흐센 마흐말바프와 영화 감독 마르지예 메쉬키니의 딸이다.

## 출연 작품
- 그린 데이즈 (2009)
- 학교 가는 길 (2007)
- 광기의 즐거움 (2003)